# David Armitage Bannerman
David Armitage Bannerman (27 novembre 1886 – 6 aprile 1979) è stato un ornitologo britannico.
Membro dello staff del Natural History Museum di Londra, pubblicò numerosi volumi di argomento ornitologo, tra cui The Birds of Tropical West Africa (8 volumi, 1930-1951), The Birds of West and Equatorial Africa (2 volumi, 1953), The Birds of the British Isles (12 volumi, 1933-1963) e The Birds of the Atlantic Islands (4 volumi, 1963-1968). Fu presidente del British Ornithologists' Club dal 1932 al 1935.